# 長澤雅彦
長澤 雅彦（ながさわ まさひこ、1965年2月28日 - ）は、日本の映画監督、脚本家。秋田県大館市出身。

## 経歴・人物
秋田県立大館鳳鳴高等学校、早稲田大学政治経済学部卒業。
大学卒業後、TVCF制作会社マザース入社。当時のマザースには創業者のひとりである川崎徹などが在籍していた。その後、映画製作会社ディレクターズカンパニーを経て、1993年よりフリー。ディレクターズカンパニー時代に師事した井筒和幸監督のもとで映画制作を学ぶ。その後も井筒に師事し続け、wowow製作のJ -Movie Warsの一篇「突然炎のごとく」（1994／井筒和幸監督）や建築家・高松紳のプロモーション3D映像など、井筒和幸監督作品のプロデューサーを務める。
1993年、撮影監督・篠田昇の紹介で岩井俊二監督と出会い、「Undo」「Picnic」「Love Letter」（1994-1995／岩井俊二監督）のプロデューサーを務める。
映画「MISTY」（1997／三枝健起監督）のアソシエイトプロデューサー、NHK-BSのFIFAワールドカップ・フランス大会プロモーションや長野オリンピック公式映像のプロデューサーなどを経て、1998年から映画の企画・脚本を中心に活動し、映画「はつ恋」（2000／篠原哲雄監督）でオリジナル脚本を担当。
2000年、当時としては珍しかったインターネット配信映画（クリックシネマ）「好き」（田中麗奈主演オムニバス短編映画）の脚本（全三話）と一篇の監督を手がける。
2001年、初の劇場用映画監督作品「ココニイルコト」（真中瞳・堺雅人主演）で毎日映画コンクールスポニチグランプリ新人賞・ヨコハマ映画祭新人監督賞・藤本賞新人賞などを受賞。その後、オール韓国ロケ（スタジオも）の作品「ソウル」（2002／長瀬智也主演）や「卒業」（2003／内山理名・堤真一主演。東京国際映画祭コンペティション参加）、「13階段」（2003／反町隆史・山崎努主演。米サンダンス映画祭出品）を監督。2003年、北海道文化放送開局30周年記念ドラマ「North Point」（宮﨑あおい・加瀬亮・大森南朋・沢尻エリカ・前田亜季ほか出演）の全4作を企画（演出は1話のみ）。2003年、自らのウェブサイトで連続短編映画「shortcakes」（相武紗季ほか出演）を自主制作配信。2006年にはその続編となる「shortcakes2」を制作・配信。
その後「青空のゆくえ」（2005／森田彩華・中山卓也・多部未華子ほか出演。香港映画祭参加作品）、「夜のピクニック」（2006／多部未華子・石田卓也主演）、「天国はまだ遠く」(2008／加藤ローサ・徳井義実主演)、「『遠くでずっとそばにいる』（倉科カナ）などの劇場用長編映画を監督。
2014年には連続ドラマ『なぞの転校生』（テレビ東京・ドラマ24／脚本・プロデュース岩井俊二）全12話を監督。
2015年2月、甲斐バンド結成40周年記念短編映画集『破れたハートを売り物に』の中の一篇『この柔らかい世界』（松田美由紀・手塚真生）を演出。
長編映画以外にも数多くのTVCMやショートフィルムの演出などを手がける一方、2010年より山口県周南市にある徳山大学経済学部教授に着任。映像による地域連携などにも積極的に取り組み、2014年には山口県下松市市制75周年記念映画『恋』（伊藤洋三郎・岡田奈々主演）を監督。
また2015年8月に、総務省が主催する全国移住ナビのサイトにおいて、自ら5年間住んでいる山口県光市の映像「ひかりのまち」の脚本・演出（出演：中野裕太・山林真紀ほか）を担当。
最新作は、「そちらの空は、どんな空ですか？」（北川悦吏子脚本／知英・松風理咲主演）。ネスレシアターon YouTubeにて公開中。

## 映画作品
- 『皆殺しの天使 ビデオの中に悪魔がいる』（1997年) - 監督 ※ビデオ作品
- 『はつ恋』（2000年）- 脚本
- 『ココニイルコト』（2001年）- 監督・脚本
- 『ソウル』（2002年）- 監督
- 『卒業』（2003年）- 監督・脚本
- 『13階段』（2003年）- 監督 ※サンダンス映画祭ワールドシネマ部門参加作品
- 『青空のゆくえ』（2005年）- 監督・脚本
- 『夜のピクニック』（2006年）- 監督・脚本
- 『天国はまだ遠く』（2008年）- 監督・脚本
- 『遠くでずっとそばにいる』（2013年）- 監督
- 『恋』（2014年）- 監督
- 『凪の島』（2022年）- 監督・脚本[1]

## TV作品
- 『なぞの転校生』（2014年）- 監督